# Спортивне орієнтування (монета)
«Спорти́вне орієнтува́ння» — пам'ятна монета номіналом 2 гривні, випущена Національним банком України, присвячена одному з видів спорту — спортивному орієнтуванню, який виник у Скандинавії понад 100 років тому. У серпні 2007 року в Києві проходитиме Чемпіонат світу зі спортивного орієнтування.
Монету введено в обіг 25 липня 2007 року. Вона належить до серії «Спорт».

## Опис монети та характеристики
| Номінал грн. | Метал      | Маса, г | Діаметр, мм | Якість виготовлення       | Гурт     | Тираж, штук |
| ------------ | ---------- | ------- | ----------- | ------------------------- | -------- | ----------- |
| 2            | нейзильбер | 12,8    | 31,0        | спеціальний анциркулейтед | рифлений | 35 000      |

### Аверс
На аверсі монети на дзеркальному тлі вгорі розміщено малий Державний Герб України, під яким напис — «НАЦІОНАЛЬНИЙ/БАНК УКРАЇНИ», позначення маршруту спортсмена (праворуч), стилізоване зображення компаса (ліворуч), під яким номінал — «2 ГРИВНІ», унизу рік карбування монети — «2007», також розміщено логотип Монетного двору Національного банку України.

### Реверс

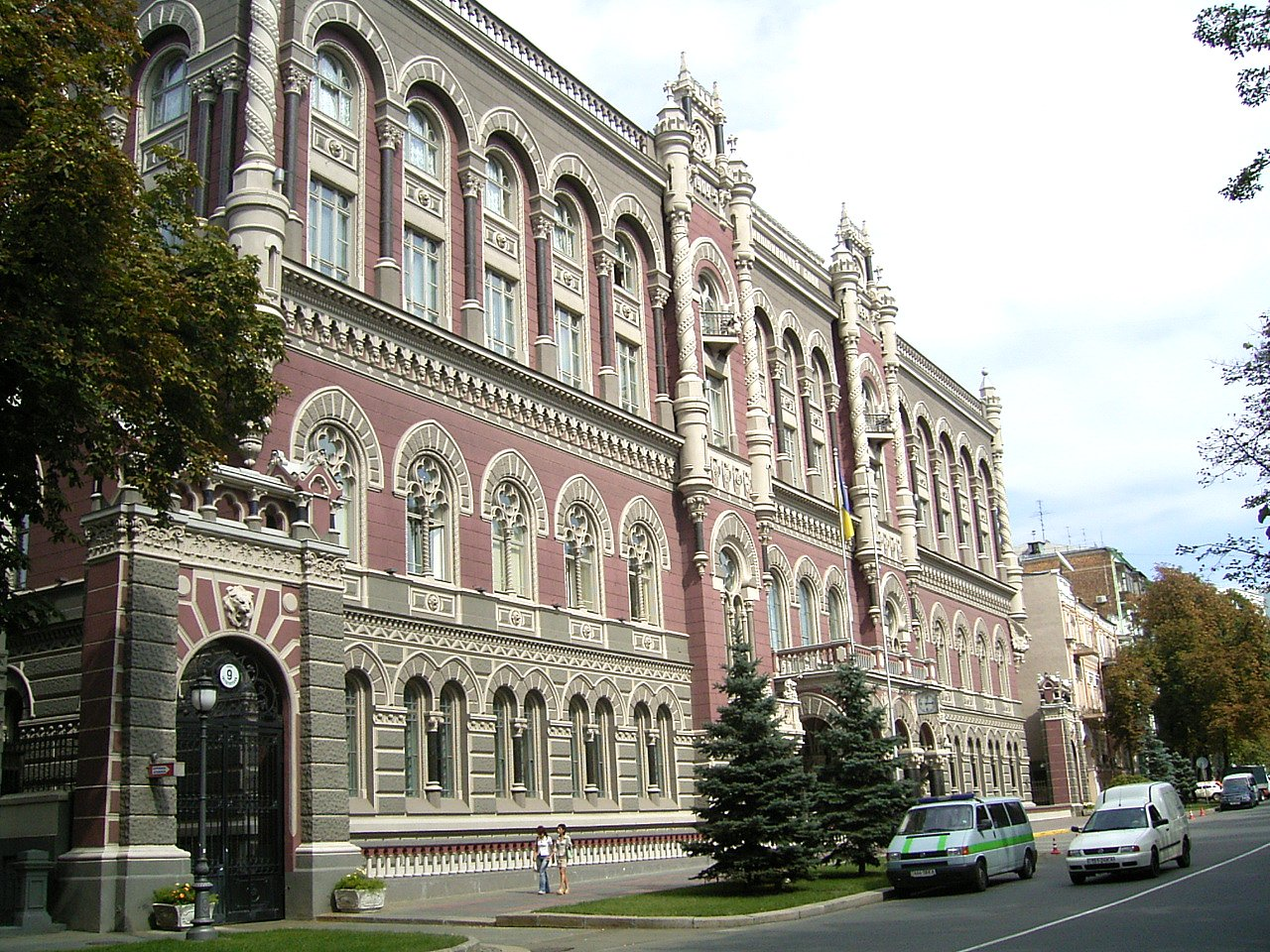
Будівля Національного банку України

На реверсі монети зображено спортсмена, який біжить з картою в руці, та розміщено напис «СПОРТИВНЕ» (горизонтально) «ОРІЄНТУВАННЯ» (вертикально).

## Автори
- Художник — Іваненко Святослав.
- Скульптор — Іваненко Святослав.

## Вартість монети
Ціна монети — 15 гривень була вказана на сайті Національного банку України у 2012 році.
Фактична приблизна вартість монети, з роками змінювалася так:
| Рік        | 2010 | 2011 | 2012 | 2013 | 2014 | 2015 | 2016 | 2017 | 2018 | 2019 | 2020 | 2021 | 2022 | 2023 | 2024 | 2025 |
| ---------- | ---- | ---- | ---- | ---- | ---- | ---- | ---- | ---- | ---- | ---- | ---- | ---- | ---- | ---- | ---- | ---- |
| Ціна, грн. | 25   | 30   | 35   | 30   | 33   | 42   | 55   | 80   | 85   | 90   | 95   | 100  | 100  | 150  | 170  | 180  |